# Sociologus
Sociologus - Journal for Social Anthropology ist eine online und in Printform erscheinende ethnologische Zeitschrift, die von Richard Thurnwald 1925 gegründet wurde und heute zu den bedeutendsten ethnologischen Zeitschriften im deutschsprachigen Raum gehört. Sociologus wird durch den Social Sciences Citation Index erfasst und von Duncker & Humblot verlegt.

## Themen
Sociologus ist einer Herangehensweise verpflichtet, die empirisch fundierte wissenschaftliche Arbeiten zu kultureller Diversität, sozialen Prozessen, Transformationen und zur Vielfalt sozialer Beziehungen in den Mittelpunkt stellt. Sociologus ist thematisch nicht festgelegt und veröffentlicht Beiträge zu allen Regionen und Gesellschaften. Regelmäßig werden Rezensionen zu Büchern, Ausstellungen und Filmen sowie kontroverse Diskussionen zu aktuellen Anlässen und ethnologischen Fragen veröffentlicht. Zu aktuellen Themen der Sozialanthropologie erscheinen Schwerpunkt-Hefte.

## Anspruch
Anspruch von Sociologus ist es, der empirischen Sozialanthropologie aus dem europäischen, insbesondere deutschsprachigen Raum ein konkurrenzfähiges Publikationsmedium mit hohem Standard anzubieten und damit zur Diskussion dieser Forschungen beizutragen. Neben einem Fokus auf Artikel, die sich Methoden des vergleichenden Verstehens und Erklärens menschlichen Handelns widmen, wird durch die zweite Publikationssprache Englisch der internationale Anspruch der Zeitschrift unterstrichen. 

## Redaktion
Herausgeberinnen sind Bettina Beer (Luzern) und Eveline Dürr (München).
Der Redaktion gehören an: Bettina Beer (Luzern), Andrea Behrends (Bayreuth), Eveline Dürr (München), Jan-Patrick Heiß (Zürich), Henry Kammler (München; geschäftsführender Redakteur), Anika König (Luzern), Reinhart Kößler (Freiburg), Claudia Liebelt (Bayreuth), Tatjana Thelen (Wien), Toon van Meijl (Nijmegen) und Katja Werthmann (Leipzig).

## Qualitätssicherung
Als unabhängige Zeitschrift ohne Instituts- oder Vereinsbindung sind Herausgeberinnen und Redaktion für den Standard der Textbeiträge verantwortlich. Weiterhin erfüllt Sociologus die Kriterien einer modernen peer-reviewed Zeitschrift mit internationaler Ausrichtung.

## Weblink
- Sociologus - Journal for Social Anthropology